# Praeacedes atomosella
Praeacedes atomosella is een vlinder uit de familie echte motten (Tineidae). De wetenschappelijke naam van de soort werd in 1863 als Tinea atomosella gepubliceerd door Francis Walker.
De soort komt voor in Europa en in het Afrotropisch gebied.

## Synoniemen
- Tinea seminolella Beutenmüller, 1889
- Tinea thecophora Walsingham, 1908
- Tinea despecta Meyrick, 1919
- Praeacedes deluccae Amsel, 1954
- Tinea malgassica Gozmány, 1970
- Praeacedes decui Căpuşe & Georgescu, 1977